# Innere Altstadt
Innere Altstadt is een stadsdeel van het stadsdistrict Altstadt en tevens de historische stadskern van de hoofdstad Dresden van de Duitse deelstaat Saksen.
Het stadsdeel ligt aan de linkerzijde van de Elbe. Er tegenover lag Altendresden, dat eerst een zelfstandige stad was maar in 1549 ook een deel van Dresden werd en volledig afbrandde in de zeventiende eeuw. Dit werd hierna heropgebouwd en kreeg later de naam Innere Neustadt. Na het bombardement op Dresden aan het einde van de Tweede Wereldoorlog verloor het gebied ook zijn rol als Innenstadt, een rol die al reeds van het begin van de twintigste eeuw langzaam overgenomen werd door het stadsdeel Seevorstadt.
Na de verwoesting werden slechts enkele gebouwen weer in de oorspronkelijke staat hersteld. Pas na de Duitse hereniging werden vanaf de jaren negentig grootschalige projecten opgezet. Zo werd de Neumarkt weer bijna volledig in zijn oorspronkelijke staat hersteld.

## Infrastructuur
De Altstadt beschikt over een dicht tramwegennet dat uitgebaat wordt door de Dresdner Verkehrsbetriebe. De Postplatz vormt het knooppunt. Slechts twee van de twaalf Dresdense tramlijnen rijden niet door de Innere Altstadt. Er zijn veel ondergrondse parkeergarages, wat vrij atypisch is voor een historische binnenstad. Deze mogelijkheid is er gekomen door de heraanleg van de Altmarkt en de Neumarkt in de jaren negentig.

## Bezienswaardigheden

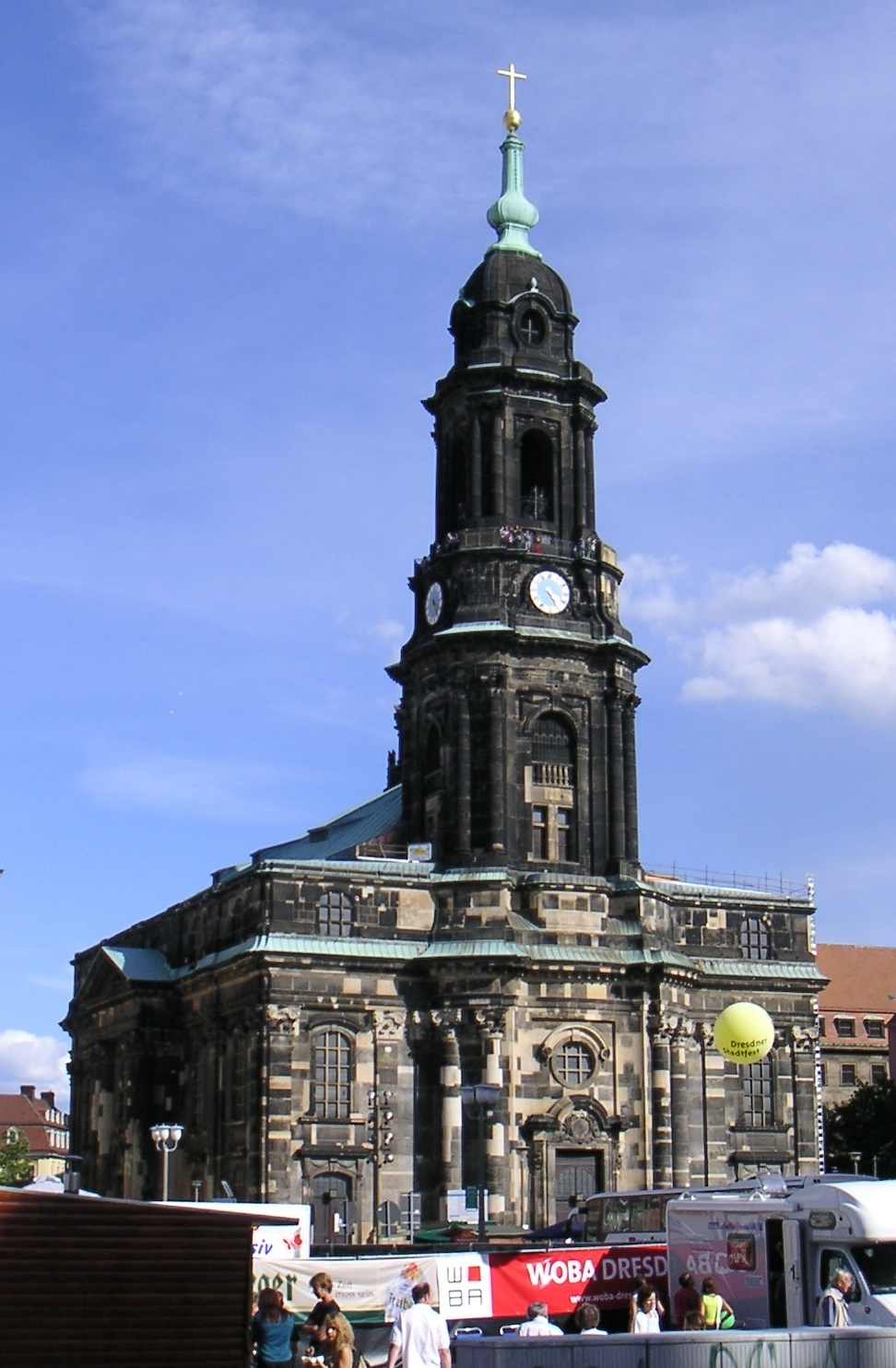
Kreuzkirche op de Altmarkt
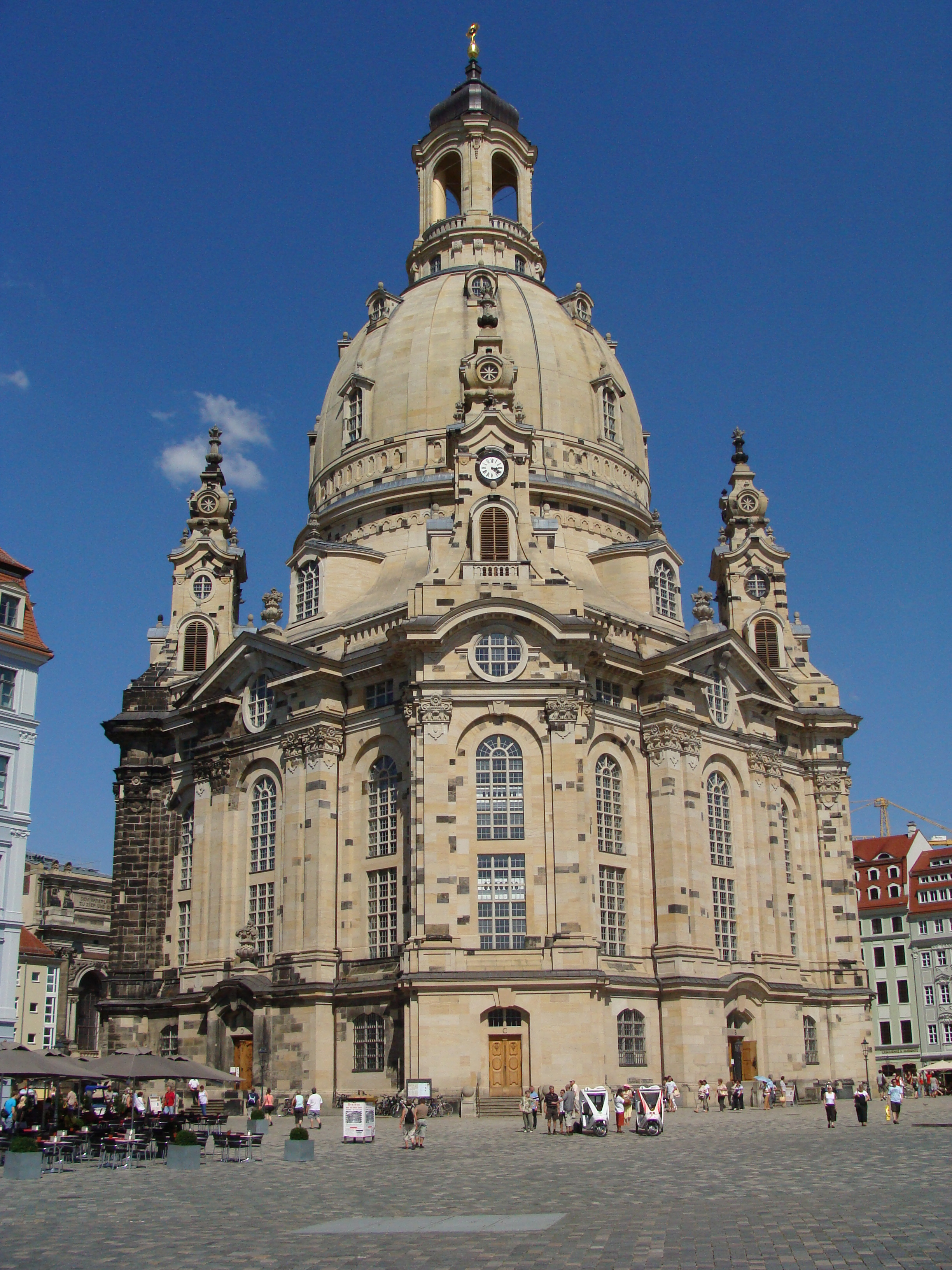
Gereconstrueerde Dresdner Frauenkirche op de Neumarkt
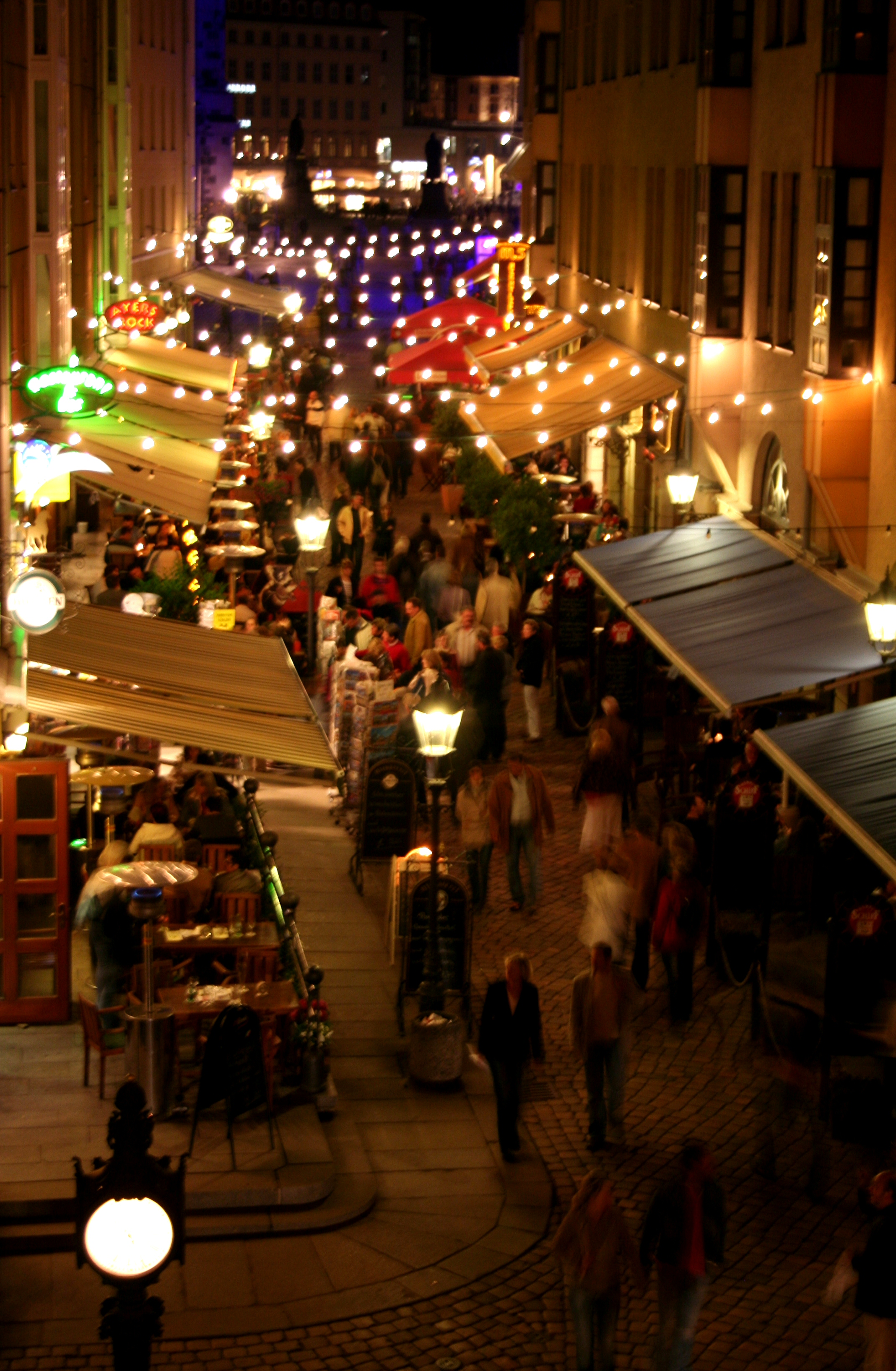
Münzgasse-verbinding tussen Neumarkt en Brühlsche Terrasse
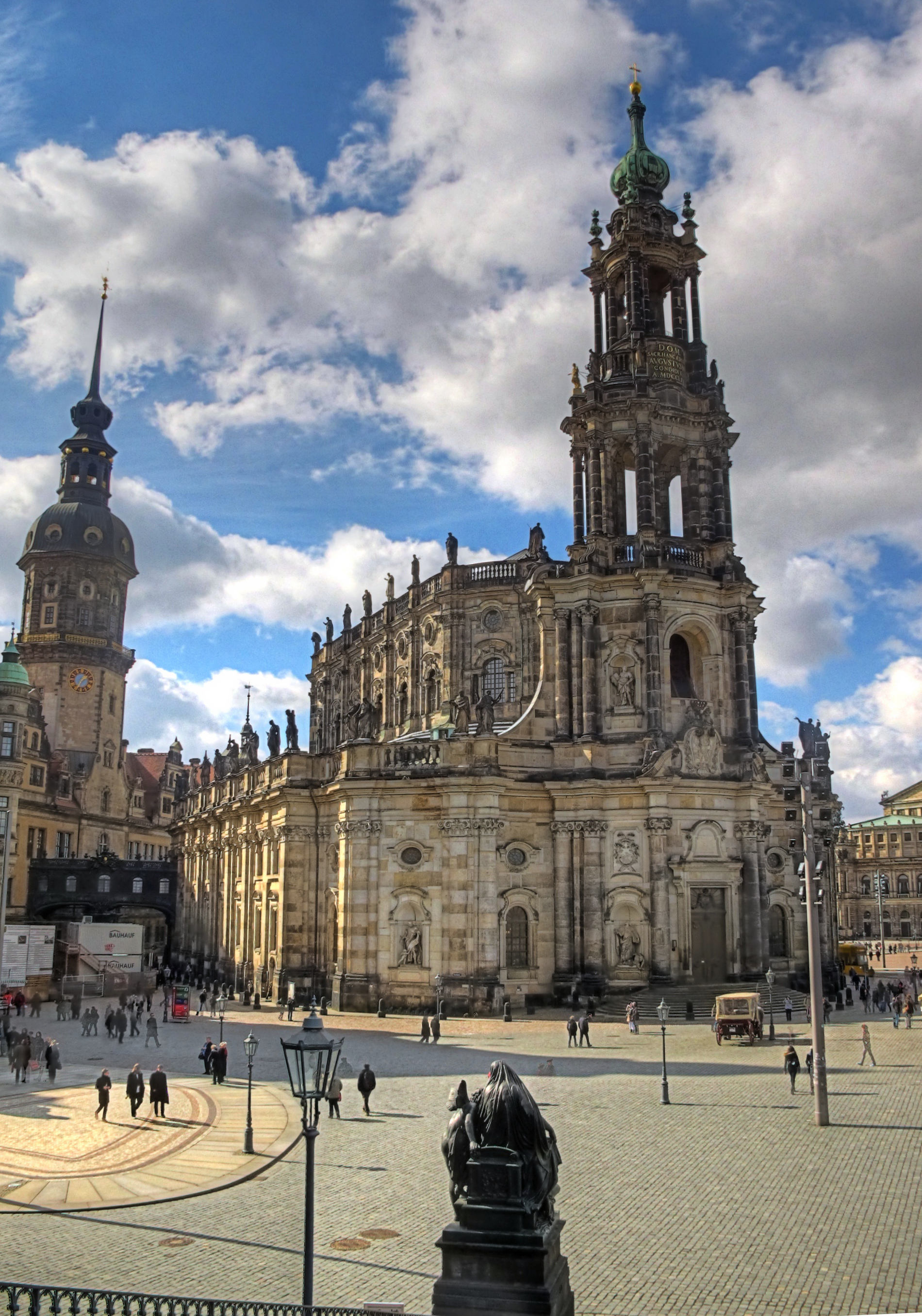
Katholische Hofkirche St. Trinitatis
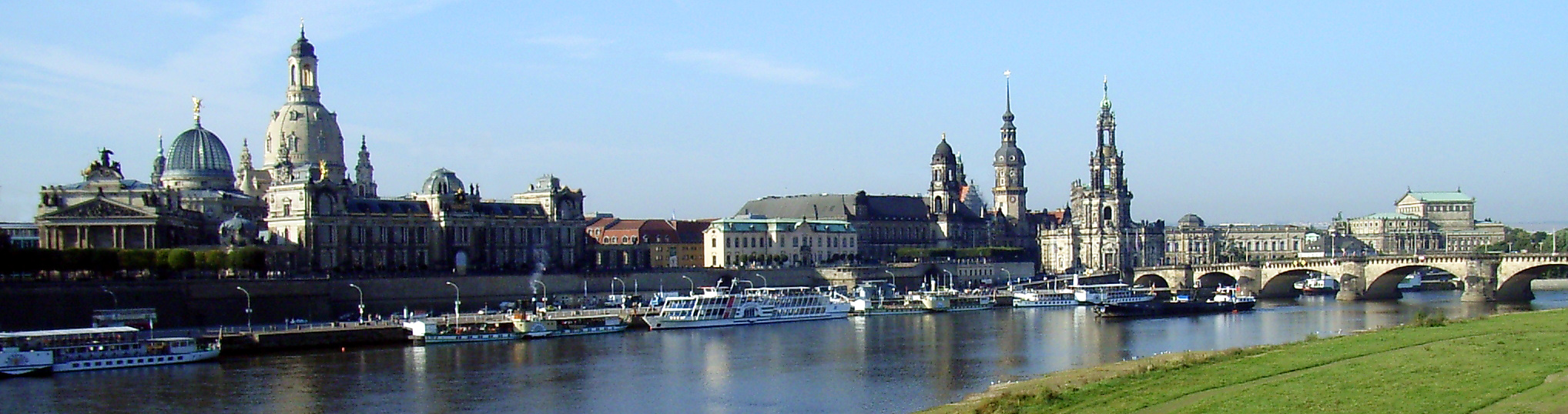
Blik op de Altstadt over de Elbe